# Blepephaeus agenor
Blepephaeus agenor es una especie de escarabajo longicornio del género Blepephaeus, subfamilia Lamiinae. Fue descrita científicamente por Newman en 1842.
Se distribuye por Filipinas. Mide 18-26 milímetros de longitud.